# SLAM CAVALLEY
SLAM CAVALLEY（スラムキャバレー）は、日本のロックバンド。1989年に京都にて結成し、1995年解散。
2018年、23年ぶりの「一夜限りの復活ライブ」を京都にて行う。2019年、結成30周年を迎え、完全復活をした。

## 概要
グラムロック的なヴィジュアル系でありながら、ビートロックやパンク・ロックのエッセンスとスピード感あるサウンドで注目を浴びる。バッドボーイズロック全盛期に結成されたバンドではありそれらと比較されることが多々あったが、コマーシャリズムに強く反発し、独自の道を歩む。バンド名の由来は「スラム街にあるアウトローが集う、キャバレー」をイメージとし、初代ギタリスト及び、同創設者であるTEAZZER(2018年8月22日他界)と共に名付けられた。彼の他界後、このバンド名・名曲を残したいという気持ちを込めて2019年、再結成することとなる。歌詞のテーマは、バンド名からくるイメージを重視された「メッセージ性が強い言葉」が多く使われている。
再結成後のサウンドは、新メンバーによるアレンジ等によりハードでラウドなサウンドと変化した。

## メンバー
KYOJI　
ボーカル。京都府出身。
スラムキャバレーのリーダーで唯一のオリジナルメンバー。圧倒的な声量を活かしたパワフルでいて甘く刹那的なビブラート唱法と、その華やかなステージパフォーマンスで、ベースであるJUNZOと共に人気を博す。 ライブでは曲によってギターも担当。すべての作詞、数曲を作曲している。森重樹一・ジョニー・サンダースをこよなく愛する。

SHINGO
ギター。千葉県出身。
都内を中心にセッション・イベント企画・サポート・挙句の果てはコミックバンドに至るまで様々な活動をしてきたが、何の縁か？スラムキャバレーの門を叩くことになる。トレードマークはフライングＶ。日本酒・ワイン・ウイスキーを嗜む。趣味は釣り。
JUNZO
ベース。広島県出身。
KYOJIとは水と油のような関係で、群れるのを嫌うKYOJIの代わりに多くのバンドとのコミュニケーション、営業を担当しスラムキャバレー人気上昇の立役者でもある。モトリー・クルーのニッキー・シックスを神と仰ぐ。過去のスラムキャバレーの多くの楽曲のコンポーザーでもある。スラムキャバレーにはKYOJI以外のメンバーで一番在籍が長い。
ハプニング武田
ドラムス。北海道出身。
13才の時に粗大ゴミから拾ってきたガットギターに鉄弦を張り、針金とラジコンカーのスプリングで自作したハーモニカホルダーを首からぶら下げ、憧れていた長渕剛の曲を独学で猛特訓し現在に至る。寡黙な変人スピードドラマー。現在のスラムキャバレー路線の先行者でもある。

## 略歴
1989年、京都にて結成。
度重なるメンバーチェンジを経て、JUNZO加入。
1991年、活動拠点を東京へ移す。
楽曲の大半がKYOJIとJUNZOによるもの。
全国ツアーを展開。最大ライブ本数年間78本。
ゴールデン・ハーベスト配給の香港映画「留学生的故事」にエキストラにて出演。ロケ地は新宿アルタ前。無許可による撮影のため、音出し早々に警官数名が現れる。
SHURI病気療養中、RAUND WOUNDのKAZUSHIがサポートメンバーとして数か所のツアーを行う。
元RAY☆SAのKATSU加入後から、音楽性がパンク色が消されキャッチーな方向へ徐々に変わっていく。
元LADIESROOMのJUN(在籍時の名前はSANPEI)加入。
TOKYO YANKEES主催「東京一家」や、ハーレムQ主催の「派手で悪かったな！」に出演。
KYOJIが元THE ZOLGE・現THE 3rd GENERATION・PHAIDIAのAKI、元スラムキャバレー・T♡PUSSY-HEELS・hot CREESY lipsのZON、ALLNUDEの馬場恒太郎らとザ・ロッカーズのカバーバンド「東京バトルロッカーズ」を結成。
自ら主催のイベント「飲んだくれハーレムロッカーズ」へインディーズ時代のGLAY、SIAM SHADEが出演。
1995年1月のLIVEにて突然の解散。
2015年頃、SUZYの呼びかけにより「復活」を模索されたが、話しのみで頓挫していた。しかしKYOJIが「昔、一緒にバンド活動を行っていた元バージン・ホアの峰がドラムなら」という条件のもと、2017年12月に「一夜限りの復活」への始動を開始。2018年4月29日、23年ぶりの「一夜限りの復活ライブ」を京都 GATTACAにて行った。
一夜限りライブ記念品としてドキュメントDVD「一夜一会」(非売品)をファンへ進呈。収録の中にKYOJIと同郷としての友人、元かまいたち・THE DEAD P☆P STARSのKENZIもコメント出演している。
2018年8月、長年スラムキャバレーを共にしたJUNZO(Ba)と再始動を模索。オーディションを繰り返す。
2018年12月、VATHOKIJA、NAKED SPYのKEN石川代表のOfficeVに所属。
2019年6月1日、新宿SAMURAIにて、結成30周年を記念し完全復活宣言ライブ「東京スラム」を開催。hot CREECY lips、TOKYO YANKEES、NAKED SPYが出演。
同時に結成30周年の記念とし、2曲入りマキシシングルをリリース。(全国発売は6月9日、ロックの日)
完全復活のメンバーはKYOJI(Vo)、秀生-HIDEKI-(Gt)、JUNZO(Ba)、ハプニング武田(Ds)の4名。アンコールにはKYOJIが少年時代から崇拝するバンド、子供ばんどのドラマー、やまとゆうを迎え「サマータイムブルース」が演奏された。
2019年9月7日、四谷アウトブレイクよりオーディションの末、ギターにKAZUTO加入。ツインギターとなる。
2019年10月12日、関東地方を直撃し多大なる被害を与えた令和元年東日本台風（台風19号）が上陸する中、群馬県太田市のエモーションにてライブ強行。
2019年12月、秀生-HIDEKI-脱退。
2020年2月、ギターにSHINGOが加入。
2020年4月25日四谷アウトブレイク、5月10日太田市エモーション、6月6日四谷アウトブレイクの各ライブが、新型コロナウイルス感染症・緊急事態宣言によりキャンセルとなる。
2020年5月後半に「医療従事者支援Tシャツ」を販売し、売上金数十万円を日本財団へ全額寄付した。
2021年5月29日、新宿サムライにてスラムキャバレー初の7曲入りCDアルバム発売GIG【東京スラムvol.2】を開催。
2021年8月29日、ボーカルKYOJIの単独事故による肋骨骨折に伴い、9月4日の新宿アンチノックでのライブがキャンセルとなる。
2021年12月18日、1995年の解散以来、26年ぶりに目黒ライブステーションのステージに立つ。
2022年４月16日、ネイキッドスパイとのコンビネーションアルバム「DIVE!!」発売記念ライブを目黒ライブステーションにて行う。
2022年8月20日、ボーカルKYOJIのバースデーライブ「東京スラムvol.3」が、メンバーのコロナ感染により2023年3月11日に延期となるが、大盛況のイベントとなった。
2023年4月8日、完全復活の際に所属した「officeV」を離れることとなる。
2023年8月4日、自らのレーベル「Ghist association」立ち上げ。
2023年10月4日、川崎セルビアンナイトのライブにて、ギタリストKAZUTOが脱退。

## 一夜限り限定メンバー
2018年4月29日、京都にて「一夜限りの復活ライブ」を行った際の限定メンバー
- KYOJI：ボーカル
- ZON：ギター（hot CREESY lips）
- SUZY：ベース（クリスタルアロー・LOVE＆PEACE）
- 峰：ドラムス（Rock The Nation・滋野誠サポート・紅連隊）

## ディスコグラフィ

### デモテープ
| 発売日        | タイトル               | 規格品番 | 備考 |
| ------------- | ---------------------- | -------- | ---- |
| 1989年10月1日 | スラキャバBOX海賊版    | SC-001   | 廃盤 |
| 1990年2月1日  | スラキャバBOX海賊版2   | SC-002   | 廃盤 |
| 1991年12月1日 | スラムキャバレーTOKYO  | SC-003   | 廃盤 |
| 1993年1月1日  | Die Byting The Nipples | SC-004   | 廃盤 |
| 1994年8月1日  | Be Chick               | SC-005   | 廃盤 |

### DVD映像作品
| 発売日        | タイトル                 | 規格品番 | 備考   |
| ------------- | ------------------------ | -------- | ------ |
| 2018年11月1日 | スラムキャバレー一夜一会 | Iland001 | 非売品 |

### 参加作品
| 発売日        | タイトル | 規格品番 | 収録曲             | 備考   |
| ------------- | -------- | -------- | ------------------ | ------ |
| 2019年2月15日 | WeROCK   | Vol.069  | 流した涙の数だけ   | 付録品 |
| 2022年2月15日 | WeROCK   | vol.087  | ガラスのラビリンス | 付録品 |

### 音源CD
| 発売日        | タイトル                                       | 規格品番  | 収録曲 |
| ------------- | ---------------------------------------------- | --------- | --- |
| 2019年6月9日  | スラムキャバレーsince1989                      | OV-444-01 | 1.飲んだくれハーレムロックス 2.限りなく透明なＢｌｕｅ |
| 2021年6月9日  | SLAM Will Never Die                            | OV-444-02 | 1.Anarchy in the Room 2.S.T.L 3.Get the Weapon! 4.Boder Cat 5.Money 6.Break Out 7.Will Never Die                                                                                                |
| 2022年4月16日 | DIVE!! (NAKED SPYとのコンビネーションアルバム) | VCD-005   | 1.MONSTER APPER(inst.) -NAKED SPY- 2.ROD~fish~ 3.ガラパゴス 4.WALK IN SADNESS 5.侍SOUL -SLAM CAVALLEY- 6.1945 7.マスカレード 8.流した涙の数だけ 9.ガラスのラビリンス -KEN石川＆KYOJI- 10.DIVE!! |